# Kolbeinsdalur
Kolbeinsdalur är en dal i republiken Island.   Den ligger i regionen Norðurland vestra, i den norra delen av landet, 220 km nordost om huvudstaden Reykjavík.